# Coerenza (fisica)
In ottica si chiama coerenza (o coerenza di fase) la proprietà di un'onda elettromagnetica di mantenere una certa relazione di fase con se stessa durante la sua propagazione. Questo concetto è stato generalizzato a tutti i fenomeni ondulatori dall'acustica alla meccanica quantistica. Il fenomeno macroscopico più noto dovuto alla coerenza di fase è quello dell'interferenza. Infatti mentre fasci di luce coerenti (come quelli prodotti da un laser) possono produrre facilmente fenomeni di interferenza, con la normale luce prodotta dal sole o da una lampadina, bianca o resa monocromatica con un opportuno filtro, l'interferenza si vede solo in casi particolari (le iridescenze delle bolle di sapone, ad esempio, o i colori cangianti delle ali di certe farfalle).

## Coerenza temporale
Quando si parla di fase di un'onda ci si riferisce sempre all'approssimazione di onde piane ovvero di onde perfettamente monocromatiche. In realtà ogni onda reale ha delle deviazioni rispetto a questo andamento ideale e quindi, dopo che si è propagata per una certa distanza (ovvero per un certo tempo) le deviazioni da un andamento perfettamente sinusoidale diventano sensibili. Queste deviazioni sono matematicamente descrivibili come una deviazione sulla fase dell'onda. Quando il rapporto di fase si perde per via di queste deviazioni si dice che l'onda ha perso la sua coerenza temporale. Si può dunque definire come "tempo di coerenza" l'intervallo medio di tempo nel quale l'onda oscilla in un modo prevedibile. Durante questo intervallo essa compirà un certo numero di oscillazioni prima di cambiare fase. Il prodotto tra il tempo di coerenza e la velocità della luce è detto "lunghezza di coerenza". Un'onda perfettamente monocromatica sarebbe descrivibile come una perfetta sinusoide, la cui lunghezza di coerenza sarebbe infinita. Una lampada comune ha una lunghezza di coerenza di frazioni di millimetro, mentre alcuni laser arrivano anche a qualche decina di chilometri. La differenza di lunghezza tollerabile tra i bracci di un interferometro dà una misura del tempo di coerenza della sorgente usata.

## Coerenza spaziale laterale
Due onde che provengano da due regioni diverse dello spazio, perpendicolari alla direzione di propagazione, si dicono coerenti spazialmente se la differenza di fase tra di loro rimane costante nel tempo. Maggiore è la dimensione di tale regione di spazio in cui si verifichi questa correlazione tra le fasi, maggiore sarà la lunghezza di correlazione spaziale laterale. La maggior parte delle sorgenti, lampade a incandescenza o il sole, hanno una piccola coerenza spaziale. Gli esperimenti di interferenza a doppia fenditura alla Young utilizzano un diaframma molto piccolo come primo elemento, proprio per ovviare alla carenza di coerenza spaziale di sorgenti estese. Le sorgenti di tale tipo debbono avere naturalmente bassa coerenza spaziale in quanto gli eventi elementari che generano le onde elettromagnetiche dai vari elementi che costituiscono la sorgente sono non correlati in nessuna maniera, e quindi incoerenti. È da notare che il discorso è completamente diverso in un laser, in cui oltre ad un’elevata correlazione temporale si ha una correlazione spaziale, o per sorgenti naturalmente puntiformi a causa dell'enorme distanza, come le stelle.